# Sala Baker
Sala Baker (Wellington, Nova Zelanda, 22 de setembre de 1976) és un actor i especialista neo-zelandès, conegut per haver fet el paper de Sàuron a la trilogia cinematogràfica del Senyor dels anells, films per als quals ha igualment oficiat com a especialista. Igualment ha realitzat escenes de perill a les tres primeres películ·les de Pirates del Carib, Les Cròniques de Nàrnia: el lleó, la bruixa i l'armari, Eragon, El Regne i The A-Team. Sala Baker és nebot de l'actor Ben Baker.

## Biografia
Originalment contractat com un dels diversos especialistes per la sèrie de pel·lícules d'El Senyor dels Anells, va acabar aterrant com el senyor fosc Sàuron. A més, també va interpretar diversos orcs, a Gondorian, i un dels Rohirrim. A més de la trilogia, Baker ha actuat a Les Cròniques de Nàrnia: el lleó, la bruixa i l'armari i a dos Pirates of the Caribbean.
Es va casar amb Stefany June Baclaan l'11 d'abril de 2010 a Hollywood.

## Filmografia

### Actor

#### Cinema
| Any  | Títol                                                                                              | Paper                 | Notes               |
| ---- | -------------------------------------------------------------------------------------------------- | --------------------- | ------------------- |
| 2001 | El Senyor dels Anells: La Germandat de l'Anell (The Lord of the Rings: The Fellowship of the Ring) | Sàuron i Lugdush      | [ 2 ]               |
| 2002 | El Senyor dels Anells: Les dues torres (The Lord of the Rings: The Two Towers)                     | Sauron i Lugdush      | [ 2 ]               |
| 2003 | El Senyor dels Anells: El retorn del rei (The Lord of the Rings: The Return of the King)           | Sauron i Murgash      | [ 2 ]               |
| 2006 | Potheads: The Movie                                                                                | Grim                  |                     |
| 2006 | F8                                                                                                 | Bouncer               |                     |
| 2007 | The Kingdom                                                                                        | Segrestador           |                     |
| 2008 | Stiletto                                                                                           | Store Clerk           |                     |
| 2008 | The Prince of Venice                                                                               | Lani                  |                     |
| 2009 | Star Trek                                                                                          | Drill Tower Romulan   | no surt als crèdits |
| 2010 | El llibre d'Eli (The Book of Eli)                                                                  | Construcció Thug      |                     |
| 2012 | Savages                                                                                            | policia amb moto      |                     |
| 2013 | Iron Man 3                                                                                         | Soldat                |                     |
| 2014 | Falcon Rising                                                                                      | Membre mafiós 2       |                     |
| 2018 | Braven                                                                                             | Gentry                |                     |
| 2018 | Deadpool 2                                                                                         | Adult Russell Collins |                     |

#### Televisió
| Any  | Títol                           | Paper                          | Notes                                    |
| ---- | ------------------------------- | ------------------------------ | ---------------------------------------- |
| 2007 | Prison Break                    | World                          | Episodi: "Orientació"                    |
| 2008 | The Unit                        | Luis                           | Episodi: "Dancing Lessons"               |
| 2009 | Chuck                           | guardaespatlles del terrorista | Episodi: "Chuck Versus the Broken Heart" |
| 2013 | NCIS: Los Angeles               | Henchman #1                    | Episodi: "Lokhay"                        |
| 2016 | Power Rangers Dino Super Charge | Lord Arcanon                   |                                          |

### Especialista
- El Senyor dels Anells: La Germandat de l'Anell (2001): Especialista
- El Senyor dels Anells: Les dues torres (2002): Especialista
- El Senyor dels Anells: El retorn del rei (2003): Especialista (no surt als crèdits)
- Pirates of the Caribbean: The Curse of the Black Pearl (2003): Especialista
- Les Cròniques de Nàrnia: el lleó, la bruixa i l'armari (The Chronicles of Narnia: The Lion, the Witch and the Wardrobe) (2005): Especialista
- Pirates of the Caribbean: Dead Man's Chest (2006): Especialista
- Epic Movie (2007): Especialista
- Deadliest Warrior (2009): Demostració d'armes
- The A-Team (2010): Especialista

## Premis i nominacions
| Any  | Premi                               | Categoria | Film                                           | Resultat  |
| ---- | ----------------------------------- | --- | ---------------------------------------------- | --------- |
| 2001 | Premis Phoenix Film Critics Society | millor repartiment compartit amb Sean Astin, Sean Bean, Cate Blanchett, Orlando Bloom, Billy Boyd, Marton Csokas, Ian Holm, Christopher Lee, Lawrence Makoare, Ian McKellen, Dominic Monaghan, Viggo Mortensen, John Rhys-Davies, Martyn Sanderson, Liv Tyler, David Weatherley, Hugo Weaving, Elijah Wood                              | El Senyor dels Anells: La Germandat de l'Anell | guanyador |
| 2002 | Premis Phoenix Film Critics Society | millor repartiment compartit amb Sean Astin, John Bach, Cate Blanchett, Orlando Bloom, Billy Boyd, Brad Dourif, Bernard Hill, Bruce Hopkins, Christopher Lee, John Leigh, Ian McKellen, Dominic Monaghan, Viggo Mortensen, Miranda Otto, Craig Parker, John Rhys-Davies, Liv Tyler, Karl Urban, Hugo Weaving, David Wenham, Elijah Wood | El Senyor dels Anells: Les dues torres         | guanyador |
| 2003 | Premis Phoenix Film Critics Society | millor repartiment compartit amb Sean Astin, Sean Bean, Cate Blanchett, Orlando Bloom, Billy Boyd, Bernard Hill, Ian Holm, Ian McKellen, Dominic Monaghan, Viggo Mortensen, John Noble, Miranda Otto, John Rhys-Davies, Andy Serkis, Liv Tyler, Karl Urban, Hugo Weaving, David Wenham, Elijah Wood                                     | El Senyor dels Anells: El retorn del rei       | nominat   |
| 2008 | Premi Taurus                        | Millor cop | The Kingdom                                    | nominat   |
| 2008 | Premi Screen Actors Guild           | Outstanding Performance by a Stunt Ensemble in a Motion Picture | The Kingdom                                    | nominat   |
| 2010 | Premi Screen Actors Guild           | Outstanding Performance by a Stunt Ensemble in a Motion Picture | Star Trek                                      | guanyador |